# نقد الإسلاموية
نقد الإسلام السياسي هو مصطلح يشير إلى نقد الإسلام السياسي ونقد الحركات والأحزاب الإسلامية، ويشمل هذا النقد دور الإسلام في تشريع القانون والعلاقة بين الإسلام السياسي وحرية التعبير وحقوق المرأة وحقوق الأقليات، من أشهر نقاد الإسلام السياسي الحاليين هم أوليفر روي  و جوزيف لومبارد وماجد نواز ورضا أصلان  و عبد الوهاب المدب  و محمد سعيد العشماوي  و جيل كيبل  و ماتياس كونتزل  و خالد أبو الفضل.
تعرضت أفكار وعادات حركة الصحوة الإسلامية التي تُعرف بالإسلاموية أو الإسلام السياسي إلى النقد من قِبل بعض المسلمين -لا سيما أنصار الحداثة الإسلامية والليبرالية الإسلامية- وغير المسلمين.
تشمل ركائز الحركة الإسلاموية التي صارت محلًا للنقد: تقييد حرية التعبير لمنع الردة عن الإسلام والاستهزاء به، والاعتقاد القائل بأن الإسلام ليس دينًا فقط بل نظام حكم كذلك، وأن الشريعة أو القانون الإسلامي هو نظام القانون الكوني الوحيد الملائم للبشرية وأن اتباعه شرط أساسي من شروط تطبيق الإسلام.

## تفسير
فسر أحد النقاد -خالد أبو الفضل- تطور الإسلام السياسي (أو الإسلام الجهادي على أقل تقدير) موضحًا أن الإسلاموية ليست تعبيرًا عن الصحوة الإسلامية أو النهضة، بل هي ظاهرة نشأت بسبب عدة عوامل:
- عرقلة السلطة الدينية المستقلة المؤلفة من فقهاء المسلمين المُلتزمين بعادة «تقبل الآراء ومذاهب الفكر المتباعدة وتشجيعها وتهميش الفكر المتطرف» على حد قول أبو الفضل. فهو يرى أن استيلاء الدولة على مؤسسات الأوقاف الدينية الخاصة التي تدعم الفقهاء في معظم الدول الإسلامية في فترة ما بعد الاستعمار أحال معظم هؤلاء الفقهاء إلى موظفي دولة مأجورين، مما أدى إلى تلاشي صفتهم الشرعية في حسم المسائل الاجتماعية والسياسية.[10]
- زحف مذهب الوهابية السعودي المُمول بواسطة عشرات مليارات الدولارات من إيرادات تصدير البترول إلى ساحة السلطة الدينية. يروج أنصار هذا المذهب إليه بشراسة، ويصفونه بأنه المسار المستقيم السليم الوحيد للإسلام دونًا عن غيره من المذاهب. وهو يختلف عن تعاليم الإسلام التقليدية التي يدعو إليها الفقهاء في تفسيره لنصوص الإسلام بحرفية صارمة، وعداوته المتطرفة ضد الفكر العقلاني، والفكر الصوفي، وأي فرقة طائفية داخل الإسلام.[10]
- تفاقم تأثير ضيق الأفق الوهابي نتيجة لاحتجاج الشعبويين باضطهاد المسلمين في العصر الحديث على يد الحكومات الاستبدادية التي تحكمهم وتدخل الدول الأجنبية الكافرة من وجهة نظرهم.[11]

## القيود المفروضة على حرية التعبير
يرى غراهام فاولر – أحد مراقبي المشهد السياسي في الشرق الأوسط وأحد مؤيدي السماح للإسلاميين بالمشاركة في السياسة – أنه «من أفظع وأشد الأدوار التي يلعبها الإسلاميون ضررًا هو هجومهم الوحشي على أي كتابات متعلقة بالإسلام لا يتفقون معها وتشريع إجراءات قانونية ضدها».
من بين أوائل الضحايا الذين استهدفهم الإسلاميون في محاولتهم لفرض مذهبهم الإسلامي الأصولي: أحمد كسراوي؛ رجل دين سابق ومفكر مؤثر في أربعينيات القرن العشرين في إيران. اُغتيل عام 1946 بتهمة الكفر من قِبل فدائيان الإسلام؛ جماعة إسلامية مسلحة.
في 18 يناير 1985 أُعدم محمود محمد طه -عالم دين ومسلم ملتزم بعمر السادسة والسبعين- شنقًا في مكان عام في الخرطوم بتهمة الزندقة ورفضه تطبيق الشريعة الإسلامية إلى جانب عدة تهم أخرى. عارض طه الشريعة الإسلامية بصورتها التاريخية كما كانت تُطبق في السودان لأنه يرى أن الآيات القرآنية التي تستند عليها الشريعة (التي تُعرف بالآيات المدنية) تتناسب مع الظروف الزمانية والمكانية التي نزلت فيها تلك الآيات فقط – أي المدينة المنورة في القرن السابع الميلادي – وأن الآيات المكية تُعد ناسخة لها. يرى طه كذلك أن الآيات المكية تمثل تصوره المثالي عن الدين.

يُعد الروائي المصري الفائز بجائزة نوبل، نجيب محفوظ، أشهر شخصية عامة عربية مُتهمة بالردة ومُستهدفة من قبل الجماعات الإسلامية. تعرض نجيب محفوظ للمضايقة من قبل الإسلاميين، وطعنه أحدهم في رقبته حتى كاد أن يقتله ولكنه نجا بحياته وأصيب بالشلل لبقية عمره. ومن بين الأمثلة الأخرى الروائي المصري صلاح الدين محسن الذي 
حُكم عليه بالسجن لمدة ثلاث سنوات مع الأشغال الشاقة لكتاباته التي «تسيء للإسلام» على حد قول المدعي». ومثلت الكاتبة المصرية النسوية نوال السعداوي كذلك أمام القضاء بصفة متكررة لكتاباتها المعادية للإسلام، وطُلب من زوجها أن يطلقها بدعوى أنها مرتدة عن الإسلام، ولكن المحكمة حكمت ببطلان التهم الموجهة إليها. اتهم المحامون الإسلاميون كذلك بروفيسور الأدب العربي والإسلامي ناصر أبو زايد بالردة لكتاباته عن خلفية القرآن، وطلبوا من زوجته أن تنفصل عنه.
اُغتيل الكاتب المصري فرج فودة في 8 يونيو 1992 من قبل متشددي الجماعة الإسلامية كي يضربوا به مثلًا للمفكرين المعادين للأصولية الإسلامية.
يزعم البعض في أحيان كثيرة أن الإسلاميين ينقسمون إلى «متطرفين عدوانيين» وإسلاميين «معتدلين» يعملون في سلام داخل النظام السياسي القائم. ولكن عالم السياسة غيليس كيبل لاحظ أن كلًا من الإسلاميين المعتدلين والمتطرفين كانوا يتعاونون مع بعضهم البعض في مصر في تسعينيات القرن العشرين. فعلى سبيل المثال دافع الشيخ «المعتدل» محمد الغزالي (الذي قيل عنه أنه «أحد أجلّ شيوخ العالم الإسلامي») عن قتلة فرج فودة أثناء محاكمتهم. «أعلن الغزالي أن أي شخص مسلم الولادة يناهض الشريعة الإسلامية (كما فعل فودة) فهو مُذنب بتهمة الردة التي تستحق القتل عقابًا لها. وفي حالة غياب الدولة الإسلامية المُخولة بتطبيق تلك العقوبة فلا لوم إذًا على من يحمل مسؤولية تنفيذ العقوبة على عاتقه».

## التكفير
تخطى بعض الإسلاميون مرحلة إدانة المفكرين الليبراليين والعلمانيين وبدأوا في استهداف عموم المسلمين؛ أطلق الباحثان مايتو سيستو وسمير غرونغ على هؤلاء المتشددين لقب «التكفيريين الجدد». ففي الحرب الأهلية الجزائرية أعلنت الجماعة الإسلامية المسلحة الجزائرية أن أي شخص يتخاذل عن مناصرة الجهاد هو شخص مؤازر للحكومة وبالتالي فهو مرتد ويجوز استهدافه من قبل المسلحين. نحرت تلك الجماعة قرىً بأكملها، وقتلت أفرادًا أجانب، وأعدمت مواطنين جزائريين بتهمة «معاداة الشريعة الإسلامية» وعدة انتهاكات أخرى تشمل الزندقة وارتداء الثياب الغربية. وفي حرب العراق الأهلية كذلك كفّرت الجماعات الإسلامية السنية طيفًا واسعًا من الناس. فبحلول منتصف عام 2006 قُتل بائعي فلافل على الأقل في بغداد بدعوى أن «الفلافل لم تكن موجودة في القرن السابع الميلادي»، وبالتالي فهي «بدعة لا صلة لها بالإسلام» في أعين قاتليهم. ويُعد ذلك مثالًا على مدى تمادي أتباع سيد قطب في تكفير وقتل أولئك الذين يعتقدون أنهم مرتدون على حد قول بعض الناس مثل الصحفي جورج باكر. وبحلول منتصف عام 2014 قتلت داعش والقاعدة أكثر من 300 إمام وواعظ سني على حد قول أحد رجال الدين العراقيين البارزين، خالد الملا. وبعدها ببضعة أشهر أعدمت داعش أحد قضاتها الشرعيين بدعوى أن لديه «ميولًا تكفيرية زائدة».

### الخوارج
استنكر بعض المسلمين أفعال بعض الإسلاميين واصفين إياهم بالخوارج لإباحتهم تكفير المسلمين الناطقين بالشهادة وقتلهم. يدعي الإسلاميون بدورهم أنهم بصدد العودة إلى الدين الأصلي الرشيد غير الملوث بأفكار التنوير الغربي عن حرية الفكر والتعبير، ولكن تجدر الإشارة إلى أن الإسلام في أيامه الأولى استنكر التشدد المتطرف المتمثل في طائفة الخوارج التي ظهرت في القرن السابع الميلادي. طور هؤلاء الخوارج عقيدتهم الخاصة بهم التي فصلتهم عن عموم المسلمين السنة والشيعة، ويُعرف الخوارج باستعدادهم لتكفير المسلمين الناطقين بالشهادة.

## الغموض
انتقد طارق عثمان الإسلام السياسي قائلًا أنه «يعد الجميع بكل شيء» مما يؤدي إلى نشوب نزاعات وتناقضات لا يمكن تحملها داخل المجتمع؛ فالإسلام السياسي يمثل عائلًا اجتماعيًا بديلًا للجماهير الفقيرة، ومنصة للشباب المحبطين للتنفيس عن غضبهم، وصرخة استنفار مدوية تعلن عن «عودة الدين الأصيل» لأولئك الباحثين عن هويتهم، ومنصة للدعوة للدين المعتدل للأثرياء والليبراليين، وفي أقصى المطاف: أداة عدوانية للروافض والمتطرفين.

## انقطاع الصلة بالعصور الحديثة
يرى أوليفييه روي أن الإسلام السياسي نجح نجاحًا باهرًا في استقطاب عدد لا بأس به من الناس، ولكنه لا يقدم حلولًا لمشاكل إدارة الدول الحديثة. يشير روي إلى مصر، أكبر دولة عربية مسلمة، حيث نجح الحزب التابع لأقدم الجماعات الإسلامية (الإخوان المسلمين) في حشد أكبر عدد من الأصوات الانتخابية في أعقاب الربيع العربي. وفي عام 2012 فاز هذا الحزب في الانتخابات الرئاسية، ولكن الجيش المصري أطاح به وسحقه بعد عام واحد فقط إثر احتجاجات هائلة شارك فيها الملايين من الناس.
يرى ناقد آخر يُدعى عبد الله أحمد النعيم أنه على الرغم من أن الشريعة الإسلامية تقدم وفرة من الأحكام بشأن عدة قضايا مثل قوانين العائلة، فهي لا تقدم أساسًا واضحًا للحكم المركزي نظرًا إلى أن فكرة الحكم المركزي ذاتها لم تكن موجودة في الوقت الذي نشأت فيه مذاهب الفكر الإسلامي المختلفة.